# Mother (film, 1996)
Pour les articles homonymes, voir Mother.
Pour plus de détails, voir Fiche technique et Distribution.
Mother (au Canada francophone Maman) est un film américain d'Albert Brooks sorti en 1996.

## Synopsis
L'écrivain quadragénaire John Henderson, auteur de romans de science-fiction, est en panne autant d'inspiration que de vie amoureuse. Ses deux divorces successifs lui font penser qu'ils sont une incidence de ses médiocres relations avec sa mère Béatrice. John décide d'une « expérience » qui consiste à délaisser pour un temps son appartement de Los Angeles pour retourner vivre chez sa mère qui réside à Sausalito afin de découvrir la cause de leur incompréhension. À la désapprobation de Béatrice qui reste dubitative sur le but de « l'expérience », John réinvestit sa chambre d'enfant en la réaménageant comme au temps où il était lycéen. Après divers achoppements mineurs sur leurs habitudes de consommateurs, les a priori que John avait sur sa mère s'estompent quand il apprend qu'elle entretient une relation discrète « mensuelle et strictement sexuelle » (sic) avec Charles, un homme de son âge. Il constate aussi que Béatrice le surpasse par sa dextérité quand elle tape sur le clavier d'ordinateur comme sur sa machine à écrire de jadis. La séance psychanalytique familiale prend fin quand John trouve entassés dans des cartons des manuscrits dactylographiés, romans et nouvelles d'un style élégant, œuvres secrètes de jeunesse de Béatrice. Éberlués, mère et fils comprennent que leurs différends proviennent du fait que Béatrice, en refoulant ses dispositions pour l'écriture pour n'être qu'une femme au foyer comme le désirait son mari, a inconsciemment reporté son insatisfaction de « romancière ratée » sur John qui a réussi, et qu'elle a transféré son affection sur son fils cadet conformiste et parvenu, un agent sportif qui ne risquait pas d'être un rival littéraire. La réussite de « l'expérience » redonne l'inspiration à John qui regagne Los Angeles tandis que Béatrice se met à écrire avec l'ordinateur.

## Fiche technique
- Titre original : Mother
- Titre québécois : Maman
- Réalisation : Albert Brooks
- Scénario : Albert Brooks, Monica Mcgowan Johnson
- Photographie : Lajos Koltai, Wilmer Butler
- Cadrage : Daniel C. Gold, Pernell Tyus
- Son : Dane A. Davis, Beth Sterner, Todd Toon
- Montage : Harvey Rosenstock
- Direction artistique : Charles Butcher
- Décors : Charles Rosen, Anne D. McCulley
- Costumes : Judy Ruskin Howell, Lucinda Campbell
- Musique : Marc Shaiman
- Production : Herb Nanas, Scott Rudin
- Sociétés de production : Paramount Pictures (États-Unis), Scott Rudin Productions (États-Unis)
- Sociétés de distribution : Paramount Pictures (États-Unis, France), United International Pictures (France)
- Pays d'origine : États-Unis
- Langue originale : anglais
- Format : 35 mm — couleur (DeLuxe) — 1,85:1 (Panavision) — monophonique Dolby SR
- Genre : comédie
- Durée : 104 minutes
- Dates de sortie :
  - Canada : 7 septembre 1996 (Festival international du film de Toronto)
  - États-Unis : 25 décembre 1996
  - France : 11 juin 1997
- (fr) Classification CNC : tous publics (visa d'exploitation no 92085 délivré le 2 juin 1997)

## Distribution
- Albert Brooks (VF : Michel Papineschi) : John Henderson
- Debbie Reynolds (VF : Claude Chantal) : Beatrice Henderson
- Rob Morrow (VF : Guillaume Orsat) : Jeff Henderson, frère cadet de John
- Isabel Glasser (VF : Nathalie Spitzer) : Cheryl Henderson, la femme de Jeff
- Peter White (VF : Bernard Woringer) : Charles, l'amant de Beatrice
- Lisa Kudrow (VF : Rafaèle Moutier) : Linda, l'invitée de John au restaurant
- John C. McGinley (VF : Philippe Vincent) : Carl, l'ami de John au bar
- Vanessa A. Williams (VF : Michèle Buzynski) : Donna, la colocataire de Linda
- Paul Collins (VF : Jean Roche) : l'avocat
- Rosalind Allen (VF : Anne Rondeleux) : la jeune femme à la station service (fan des romans de John)
- Joey Nabler (VF : Lionel Henry (acteur)) : l'installateur télé

## Production

### Musique
- Mrs Robinson, interprétée par Steve Lively et Jess Harnell ; les paroles originales sont détournées par Monica Mcgowan Johnson et Albert Brooks sur la musique de Paul Simon : « Mrs Robinson » est notamment remplacé par « Mama Henderson ».
- Across The Line, de Robert Cray, Richard Cousins, Peter Boe, David Olson, D. Amy, Joe Louis Walker et Henry Oden, interprétée par The Robert Cray Band
- Keep On Movin' (en), paroles et musique de Jazzie B, interprétée par Soul II Soul
- In My Room, paroles de Brian Wilson et Gary Usher, interprétée par The Beach Boys
- Land of a Thousand Dances, paroles et musique de Chris Kenner (en), interprétée par Wilson Pickett
- Humoresque, musique d'Antonín Dvořák, interprétée par Fantastic Strings
- Fascination, musique de Fermo Dante Marchetti (en), interprétée par Fantastic Strings
- Downtown, musique de Tony Hatch (en), interprétée par Eric Miller et son orchestre
- I Left My Heart in San Francisco, musique de George Cory et Douglass Cross
- Call Me Irresponsible, paroles Sammy Cahn et musique de Jimmy Van Heusen

### Tournage
- Période de prises de vue : 6 décembre 1995 au 8 février 1996[2].
- Intérieurs : Ren-Mar Studios (en)[3] à Los Angeles.
- Extérieurs en Californie[3] :
  - Los Angeles (domiciles de John et Jeff),
  - Kentfield,
  - Comté de Marin,
  - Salinas,
  - San Francisco,
  - Sausalito[1] (domicile de Beatrice).

Extérieurs à Sausalito
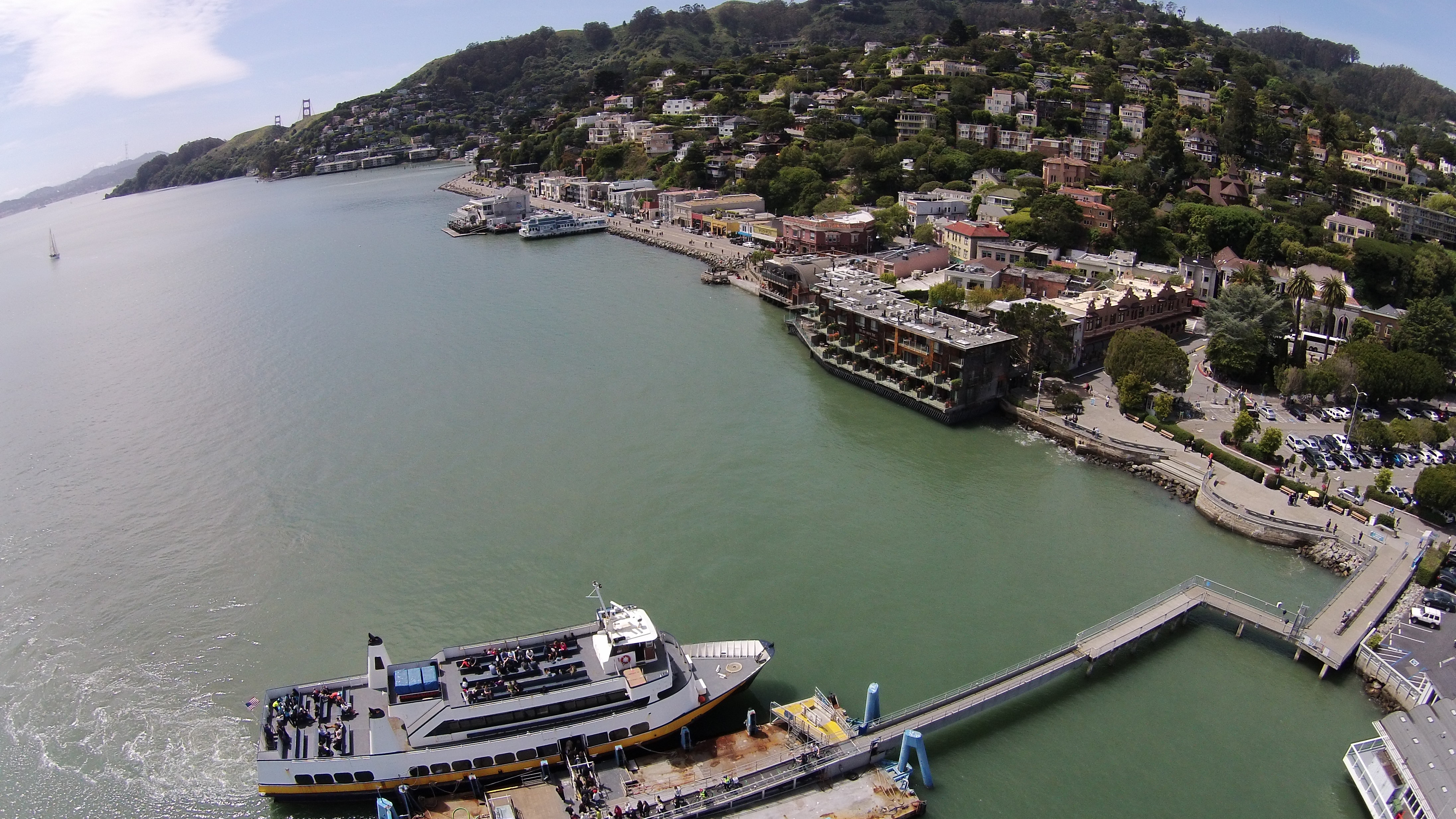
Vue générale
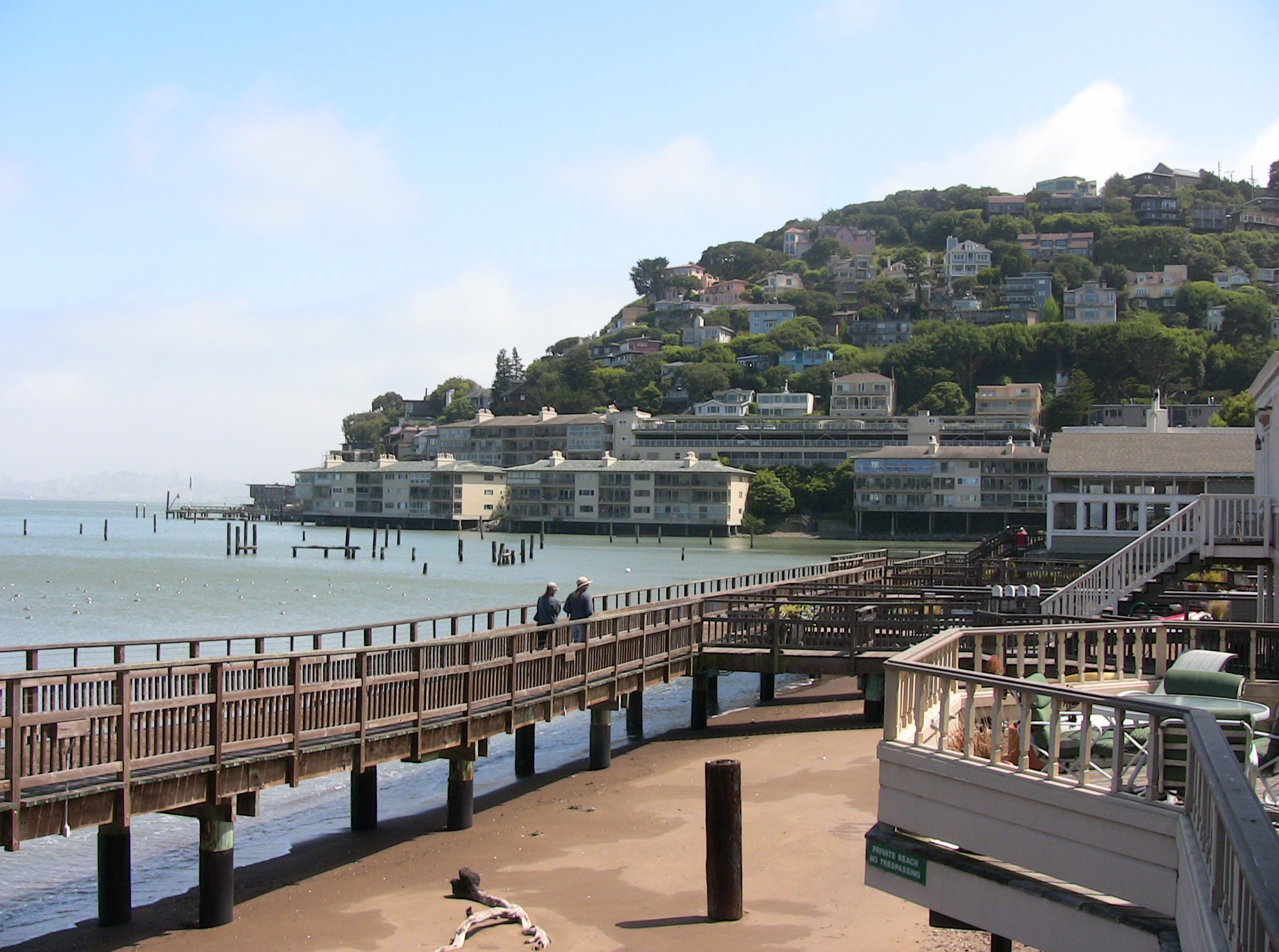
Maisons du front de mer
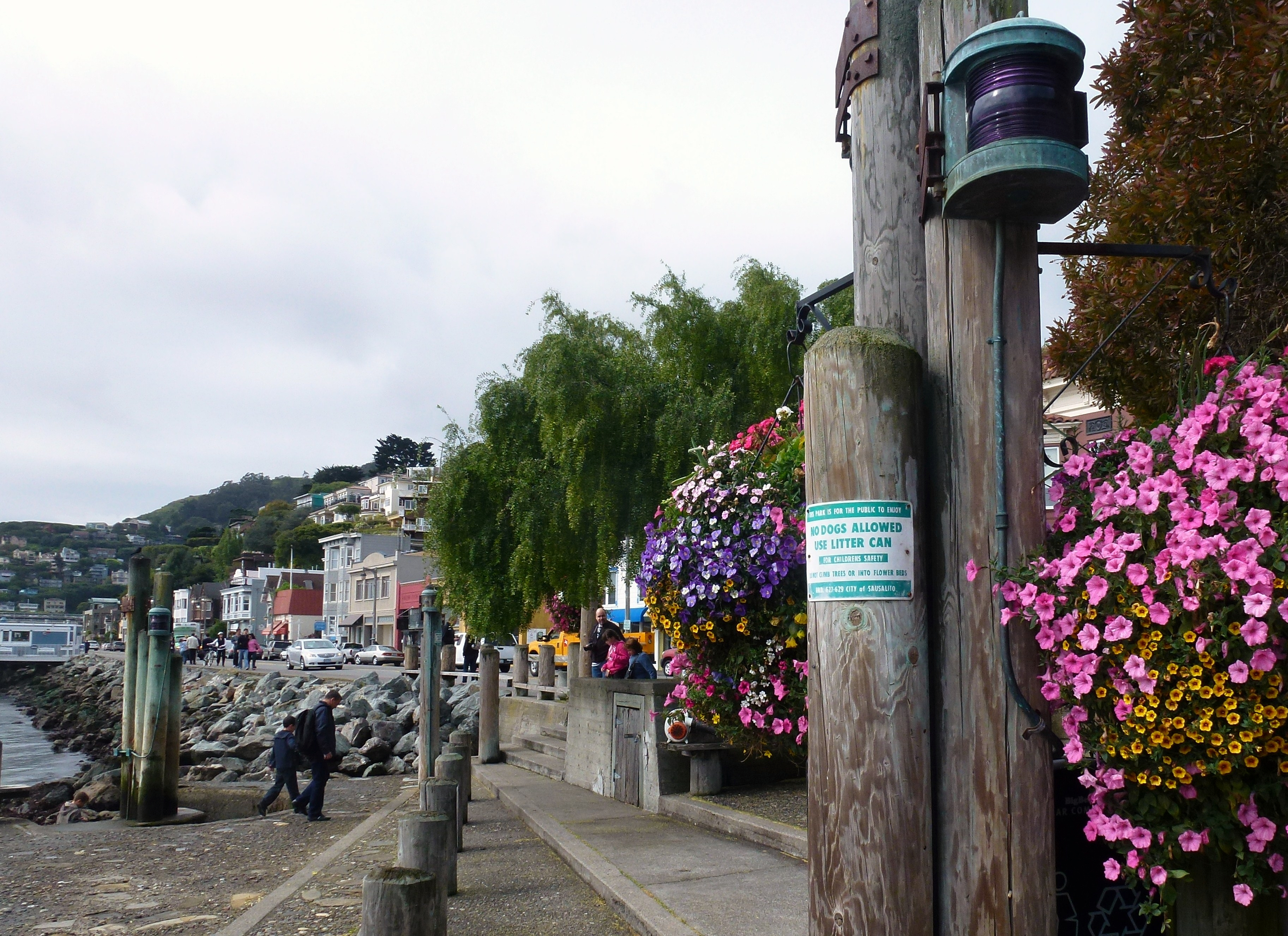
Promenade du bord de mer
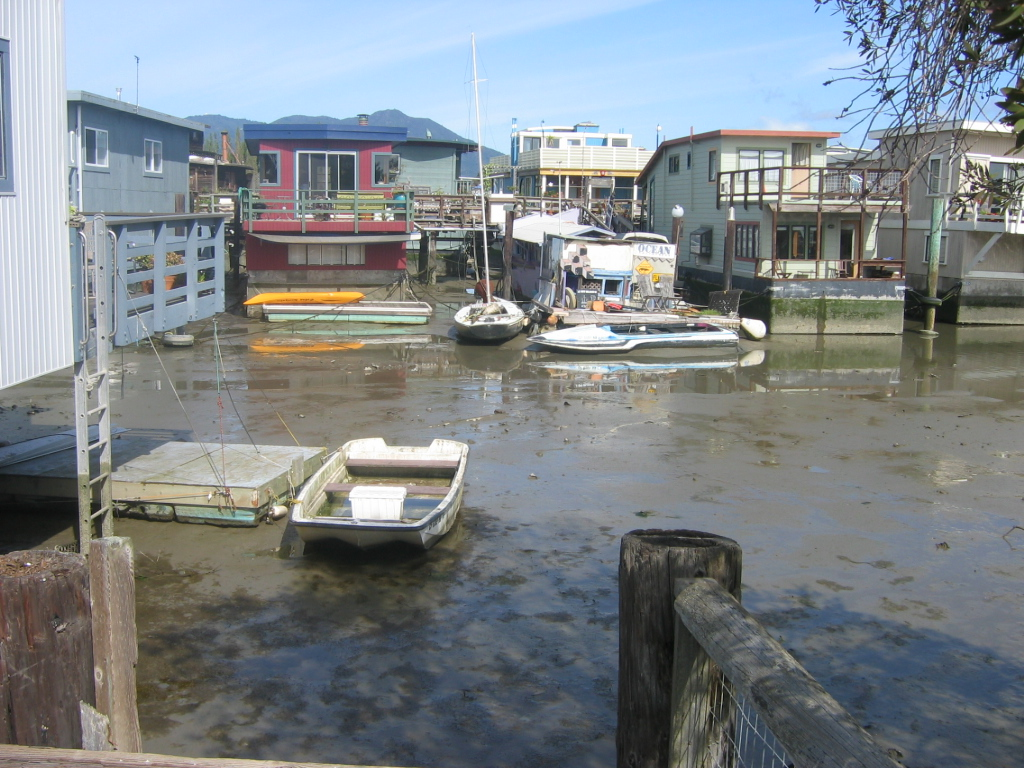
Maisons flottantes
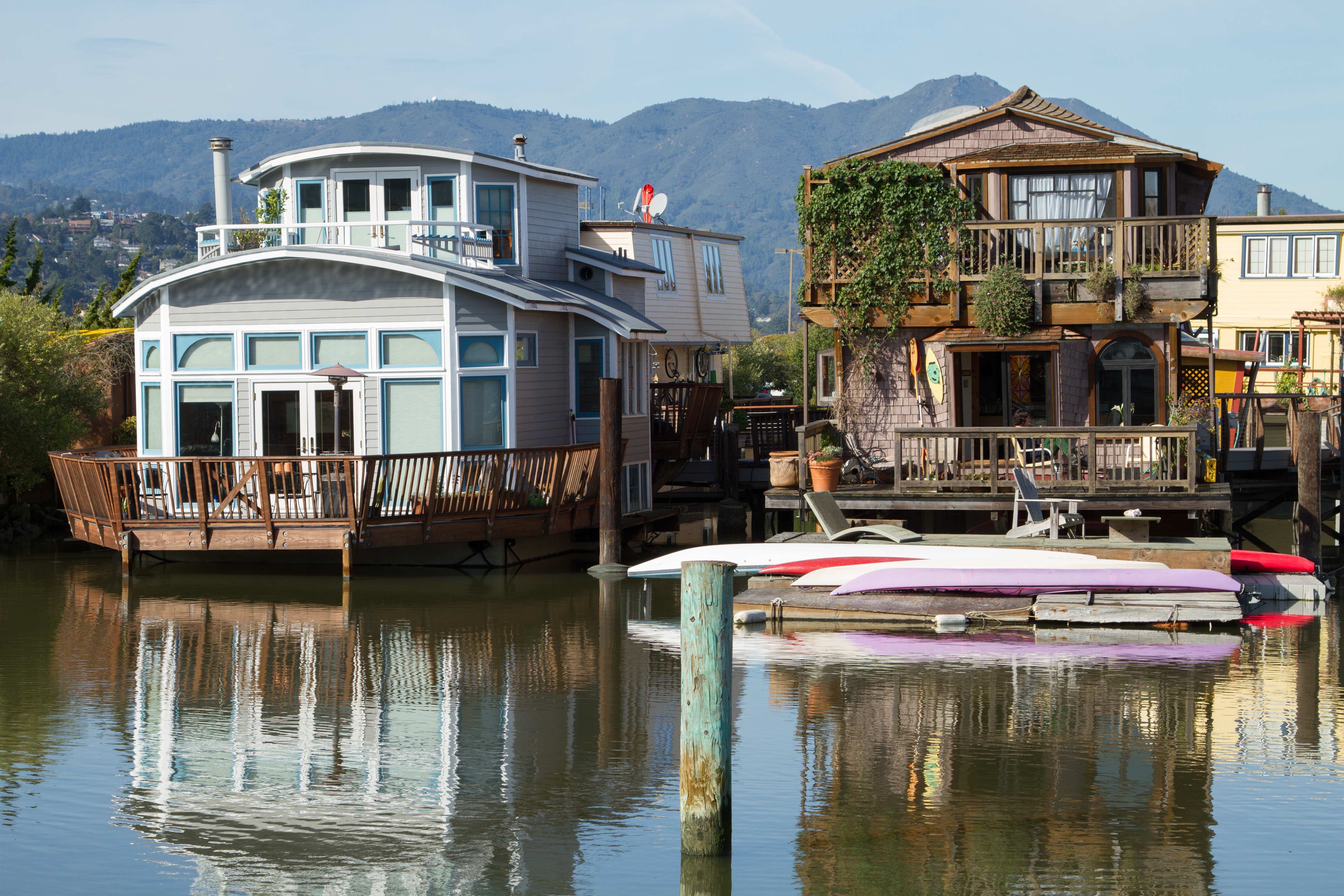
Maisons flottantes
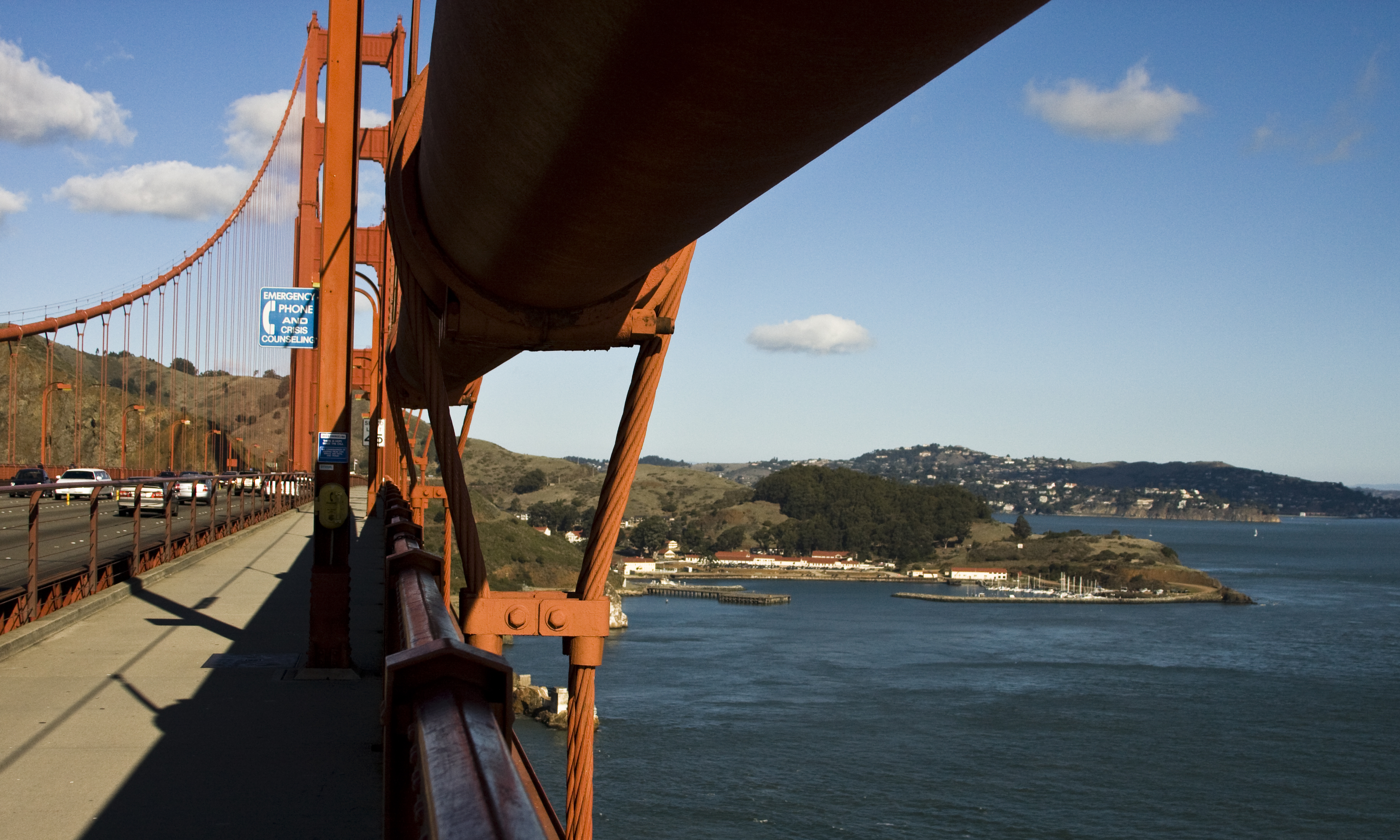
Sausalito et Tiburon vus depuis le pont du Golden Gate

## Accueil
AllMovie , : « Quoi de mieux qu'une analyse freudienne pour résoudre avec sa maman les problèmes de haine de soi, de dysfonctionnement romantique et de hantise de la page blanche ? La frustration d'un Albert Brooks impassible fonctionne merveilleusement face à la trompeuse sympathie de Debbie Reynolds, une femme mi passive-mi agressive, frugale avec son argent (son bloc de fromage de gruyère congelé depuis des années). […] Reynolds évolue adroitement entre ses démonstrations affectives maternelles enracinées et son apparente indifférence dissimulant son ressentiment envers son fils. Le film est essentiellement une suite de scènes détaillant leurs relations complexes et hilarantes — la mère gronde doucement son fils avec des compliments ambigus, le fils défie ouvertement les habitudes particulières de sa mère. L'étude de caractère progresse jusqu'à ce que mère et fils parviennent enfin à communiquer en tant qu'écrivains. »

## Distinctions

### Récompenses
- National Society of Film Critics Awards 1996 : prix du meilleur scénario à Albert Brooks et Monica Mcgowan Johnson.
- New York Film Critics Circle Awards 1997 : prix du meilleur scénario à Albert Brooks et Monica Mcgowan Johnson.
- Satellite Awards 1997 : prix de la meilleure actrice dans un rôle principal à Debbie Reynolds.

### Nominations
- Golden Globes 1997 : Debbie Reynolds nommée pour le Golden Globe de la meilleure actrice dans un film musical ou une comédie ;
- Online Film and Television Association 1997 : deux nominations pour Debbie Reynolds :
  - Nommée pour le prix de la meilleure actrice,
  - Nommée pour le prix de la meilleure actrice dans un film musical ou une comédie.